# Пилипенко Микола Семенович
Пилипенко Микола Семенович (нар. 16 січня 1944 — пом. 27 лютого 2011) — професор, кандидат технічних наук, завідувач кафедри технології матеріалів  Харківського національного технічного університету сільського господарства імені Петра Василенка, директор Східного філіалу Інституту механізації та електрифікації сільського господарства Української академії аграрних наук, завідувач кафедри ремонту машин Харківського інституту механізації і електрифікації сільського господарства.

## Біографія
Микола Пилипенко народився 16 січня 1944 року в селі Тимченки Недригайлівського району Сумської області.
Після закінчення Недригайлівської середньої школи з 1960 року по 1962 рік працював на виробництві.
У 1962 році вступив до Харківського інституту механізації і електрифікації сільського господарства, який закінчив у 1967 році.
В 1967-1968 роках працював  на інженерних посадах в Сумському обласному об'єднанні "Сільгосптехніка".
У 1968 році поступив у аспірантуру в Харківського інституту механізації і електрифікації сільського господарства.
В 1971 році захистив кандидатську дисертацію і того ж року почав працювати асистентом кафедри ремонту машин.
В 1973 році став завідувачем кафедри ремонту машин Харківського інституту механізації і електрифікації сільського господарства.
В 1976 році отримав вчене звання доцента.
В 1987-2001 роках очолював Східного філіалу Інституту механізації та електрифікації сільського господарства Української академії аграрних наук.
В 1995 році отримав вчене звання професора.
З 1992 року завідувач кафедри технології матеріалів Харківського національного технічного університету сільського господарства імені Петра Василенка спочатку за сумісництвом, а у 2001-2008 роках за основним місцем роботи.

## Основні напрями наукової та педагогічної роботи
Був науковим керівником і виконавцем ряду наукових досліджень в галузі технології та організації відновлення і підвищення довговічності деталей машин, що фінансувались за рахунок коштів державного бюджету, а також за господарчими договорами із ХТУ, ДСКБ, Бердянським заводом сільгоспмашин, ДержНДТІ, ремонтними підприємствами.
Працюючи понад 13 років директором наукової установи вів великий обсяг науково-організаційної роботи по підвищенню науково-методичного рівня досліджень, створенню єдиного науково-конструкторського-технологічного комплексу, розвитку дослідно-експериментальної бази, постановці на серійне виробництво та впровадженню науково-технічних розробок.
Під його науковим керівництвом і безпосередній участі виконано більше 200 наукових і конструкторсько-технологічних розробок, нормативно-технічних документів, технологічних процесів і обладнання для ремонту тракторів Харківських та Кишинівського тракторних заводів, буряко- і кукурудзозбиральних комбайнів, електронного обладнання для сільгосптехніки.
Був науковим керівником і відповідальним виконавцем ряду завдань по розробці технологій і обладнання для ремонту і обслуговуванню сільгосптехніки, які входили в національні науково-технічні програми, програми Української академії аграрних наук та плани науково-дослідних і дослідно-конструкторських розробок Мінагрополітики України.
Основні наукові результати досліджень виконані М. С. Пилипенко особисто і під його науковим керівництвом відносяться до проблем дослідження фізичних закономірностей та розробки технологій абразивної обробки, підвищенню точності і продуктивності обробки лезовим інструментом деталей з нерівномірним припусками (зношених або наплавлених); розробки методичних підходів, математичних моделей, економічних та технологічних нормативів для визначення номенклатури відновлюваних деталей та оптимальних потужностей поточних ліній і дільниць; обґрунтування наукових основ та розроблення нормативно-технічного забезпечення фірмового обслуговування тракторів (виробнича система “Агротрактор”); наукового обґрунтування індивідуалізованої профілактичної системи забезпечення працездатності сільськогосподарської техніки з урахуванням її технічного стану та розробки відповідних технологічних процесів та обладнання для їх здійснення; обґрунтування методів оцінки економічних і соціальних наслідків розвитку первинної переробки сільськогосподарських культур безпосередньо в господарствах, розробки відповідних технологічних ліній та комплектів обладнання; розробки фільтрувальних систем для очищення і зневодження моторного палива і гідравлічних масел.
Працюючи на педагогічних посадах був провідним лектором з профілюючих навчальних курсів "Ремонт машин", "Проєктування ремонтних підприємств", "Організація і планування ремонтних підприємств", "Технологія ремонту машин і обладнання".
Як завідувач кафедр ремонту машин та технології матеріалів багато уваги приділяв реформуванню кафедр, розвитку її матеріальної бази, впровадженню в навчальний процес інноваційних методів та покращення якості підготовки студентів.

## Праці
Пилипенко Микола Семенович є автором 14 навчальних посібників, 3 монографій та більше 200 наукових,навчально-методичних праць та авторських свідоцтв і патентів на винаходи.

## Відзнаки
- Знак «Відмінник освіти України»;
- Знак «Відмінник технічної служби України»;
- Знак «Відмінник аграрної освіти і науки».